# Курсы мастеров социалистического труда
Курсы мастеров социалистического труда (КМСТ) — одна из форм подготовки квалифицированных индустриальных кадров в системе технического обучения рабочих в СССР в 1935—1941 гг.

## Предыстория
В 1930-е годы в СССР в связи с индустриализацией, оснащением промышленности новой, более сложной техникой, возросли требования к квалификации рабочих, потребовалась профессионально-техническая и общеобразовательная подготовка молодых рабочих. Появились и получили развитие различные формы обучения на производстве.
В июне 1931 г. Совнарком СССР утвердил единую систему подготовки рабочих. Она состояла из нескольких звеньев: вводные в производство курсы (ВПК), рабочая техническая школа (РТШ), техникумы, высшие учебные заведения. В мае 1933 г. ВПК и РТШ были реорганизованы в профессионально-технические производственные курсы (ПТК), срок обучения устанавливался от 6 до 9 месяцев. В 1934 г. ПТК были вытеснены новой формой подготовки рабочих — кружками технического минимума.

## Возникновение
В декабре 1935 на пленуме ЦК ВКП (б) обсуждались вопросы развития промышленности и транспорта в связи с возникновением стахановского движения. Пленум вынес решение о перестройке системы технической учебы рабочих. Была утверждена наиболее продуманная программа из тех, что принимались в 1920-30-е гг. Она предусматривала повышение культурно-технического уровня рабочих ведущих отраслей промышленности. Устанавливалась единая система технического образования рабочих:
- курсы технического минимума I и II ступеней;
- стахановские школы;
- курсы целевого назначения для рабочих, сдавших государственный технический экзамен (техминимум);
- курсы мастеров социалистического труда с двух-трехлетним сроком обучения для рабочих-новаторов производства[2][3].

Обучение проводилось без отрыва от производства. После учёбы рабочие сдавали государственные технические экзамены.
Возникала централизованная система руководства профессиональной подготовкой рабочих. Государство впервые вкладывало крупные инвестиции в подготовку рабочих кадров непосредственно на производстве. Был создан разветвленный и централизованный штат преподавателей системы технической учебы рабочих без отрыва от производства. По сути, государство провозгласило лозунг всеобщего технического образования.

## Развитие
Предусматривалось последовательное прохождение рабочими стадий профессиональной подготовки. Высшим звеном в системе подготовки квалифицированных рабочих были курсы мастеров социалистического труда с двух-трёхлетней общеобразовательной и технической подготовкой. Обучению на КМСТ придавалось большое значение. Согласно приказу наркома чёрной металлургии (1939 г.) слушателям КМСТ очередной отпуск предоставлялся только летом, они получали дополнительный пятидневный отпуск в конце учебного года и десятидневный — для сдачи госэкзаменов.
Курсы мастеров социалистического труда должны были приступить к массовым выпускам начиная с 1937 г. В соответствии с типовым учебным планам КМСТ, обучение на них давало рабочим солидную общеобразовательную, общетехническую и специальную подготовку. За 2-2,5 года учебы учащиеся КМСТ, осваивая специальные технические дисциплины, получали также и общеобразовательные знания в объеме семи классов средней школы. Это позволяло готовить на КМСТ рабочих, способных выполнять наиболее сложные и ответственные работы по своей специальности.
Низкий уровень образования рабочих вынуждал уделять много внимания общеобразовательным предметам. Тем не менее, на курсах мастеров рабочие получали основательную техническую и специальную подготовку (от 446 до 556 часов). Программа двухгодичных курсов КМСТ для металлургов была рассчитана на 1196—1358 часов (в зависимости от специальности); из них на общеобразовательные предметы отводилось 63 % учебного времени, на общетехнические — 16 %, на специальный цикл — 21 %.
Доктор исторических наук, профессор Уральского института управления — филиала РАНХиГС М. А. Фельдман отмечает, что была создана основательная методическая база для КМСТ: «В 1938—1939 гг. для КМСТ чёрной металлургии СССР было издано 11 учебников, разработано 193 учебных программ по специальным дисциплинам. Преподавательский состав КМСТ в чёрной металлургии к февралю 1941 г. насчитывал 970 штатных преподавателей, в том числе 527 (54 %) с высшим образованием».